# Carinodes curiatus
Carinodes curiatus är en stekelart som först beskrevs av Cresson 1874.  Carinodes curiatus ingår i släktet Carinodes och familjen brokparasitsteklar. Inga underarter finns listade.